# Visäte

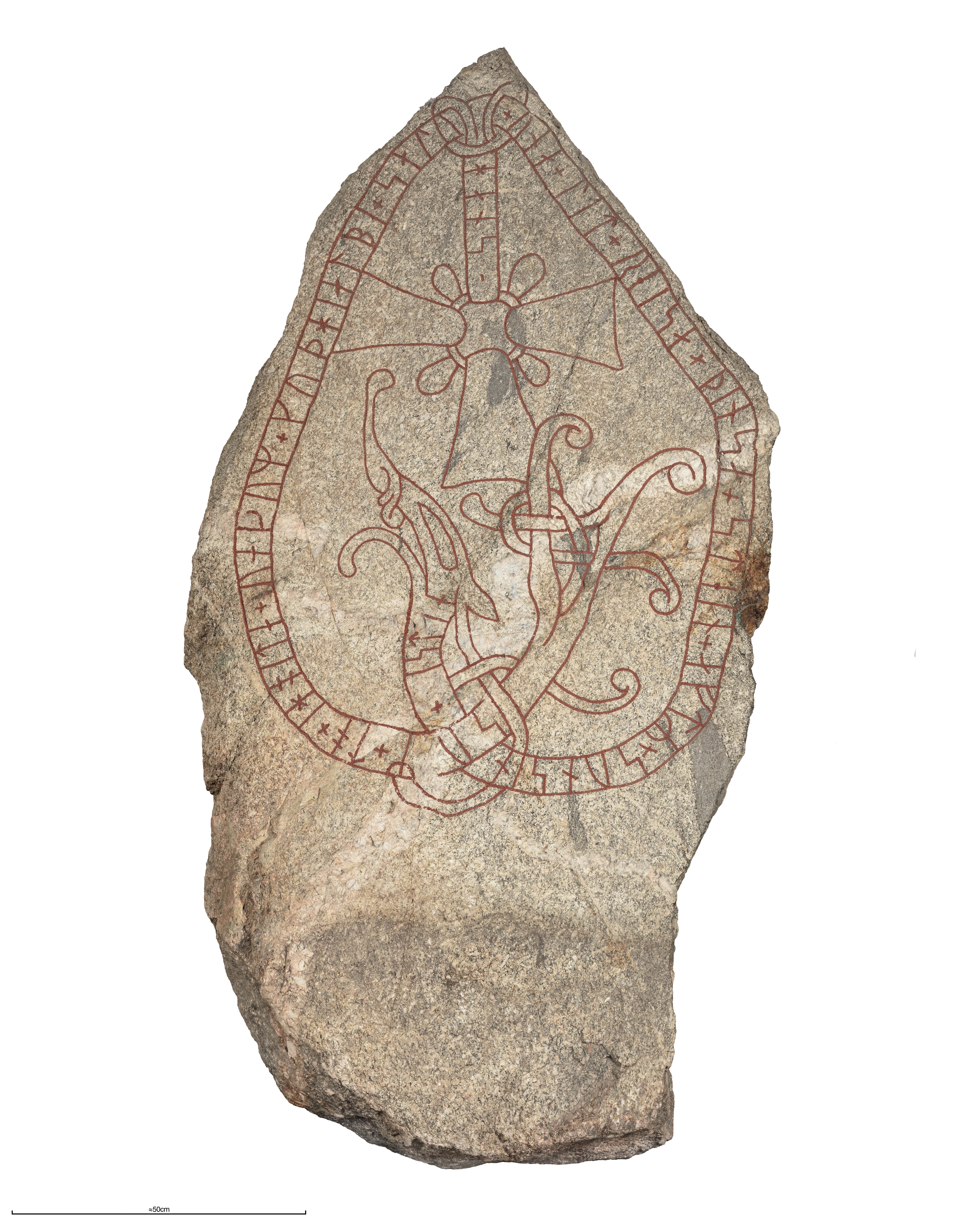
U 613, en av Visätes runstenar, konstnärligt ornerad i Urnesstil

Visäte var en mycket produktiv runristare som var verksam i sydöstra Uppland strax efter 1000-talets mitt.
I viss mån anses han ha varit påverkad av runristaren Fot, men för det mesta hade han en självständig och personlig stil. En hypotes är att han även tagit lärdom av runristaren Torbjörn. Av hans ristningar är drygt ett tjugotal bevarade varav sju är signerade.
Ornamentiken har ofta en invecklad och något kantig linjeföring, vilket bland annat framgår på Granbyhällen i Orkesta socken. Texterna skildrar i regel historiska händelser, som att en man svekligen blivit dräpt när han åt sveakungen uppbar skatt på Gotland. En annan man uppges ha dött i "vita våder", vilket innebar att han tagit dopet först på dödsbädden. Ännu en sten låter berätta om en viking som tillhört det berömda tingalidet, vilket grundades av Knut den store i England.
Visäte anses ha hört hemma i trakten kring Vallentuna men hans ristningar finns spridda runt om i större delen av Uppland.
En av Visätes lärjungar och närmaste medarbetare var Öpir, vars verksamhet fortsatte under 1000-talets andra hälft och även inpå 1100-talet.

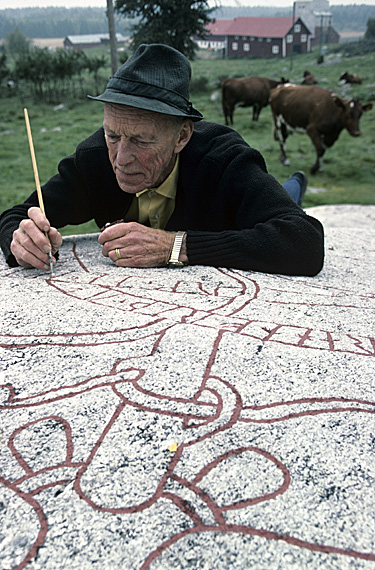
Runjanne vårdar arvet efter Visäte på Granbyhällen 1980.

## Ristningar av Visäte

### Signerade
- U 74, Husby
- parstenar U 207[5] tillsammans med U 208[6] i Råcksta,
- U 236 i Lindö, signerad  uiseti hiuk
- U 337 i Granby, signerad + uiseti + risti × runa þisa
- U 454 i Kumla,[7]
- U 669 i Kålsta,
- U 862 i Säva och
- U Fv1946;258 i Fällbro, signerad ' (u)isiti * (r)i(s)ti skibi * fa(s)ti.[8]

### Attribuerade
- U 66[9] och U 68 från Spånga[10][11]
- parstenar U 72 och U 73
- U 75
- U 180
- U 237
- U 238
- U 243[12]
- U 245
- Parstenarna U 293 och U Fv1972;172 i Lilla Vilunda[13]
- U 333[14]
- U 350
- U 351
- U 393 i Sigtuna
- U 449
- U 453 i Kumla[7]
- U 511
- U 613 och U 614 i Torsätra
- U 621
- U 622

## Bildgalleri

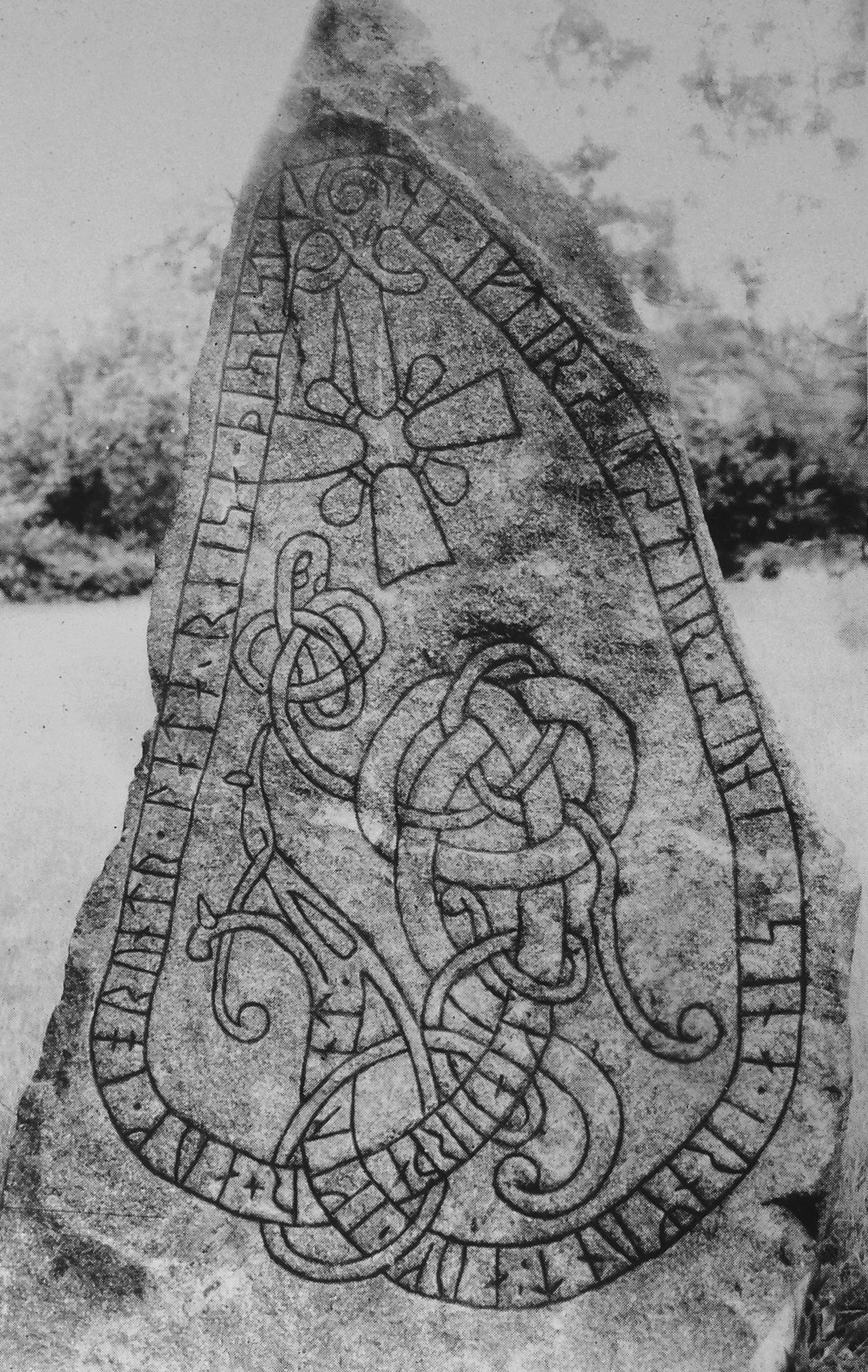
U 72, numera på Skansen
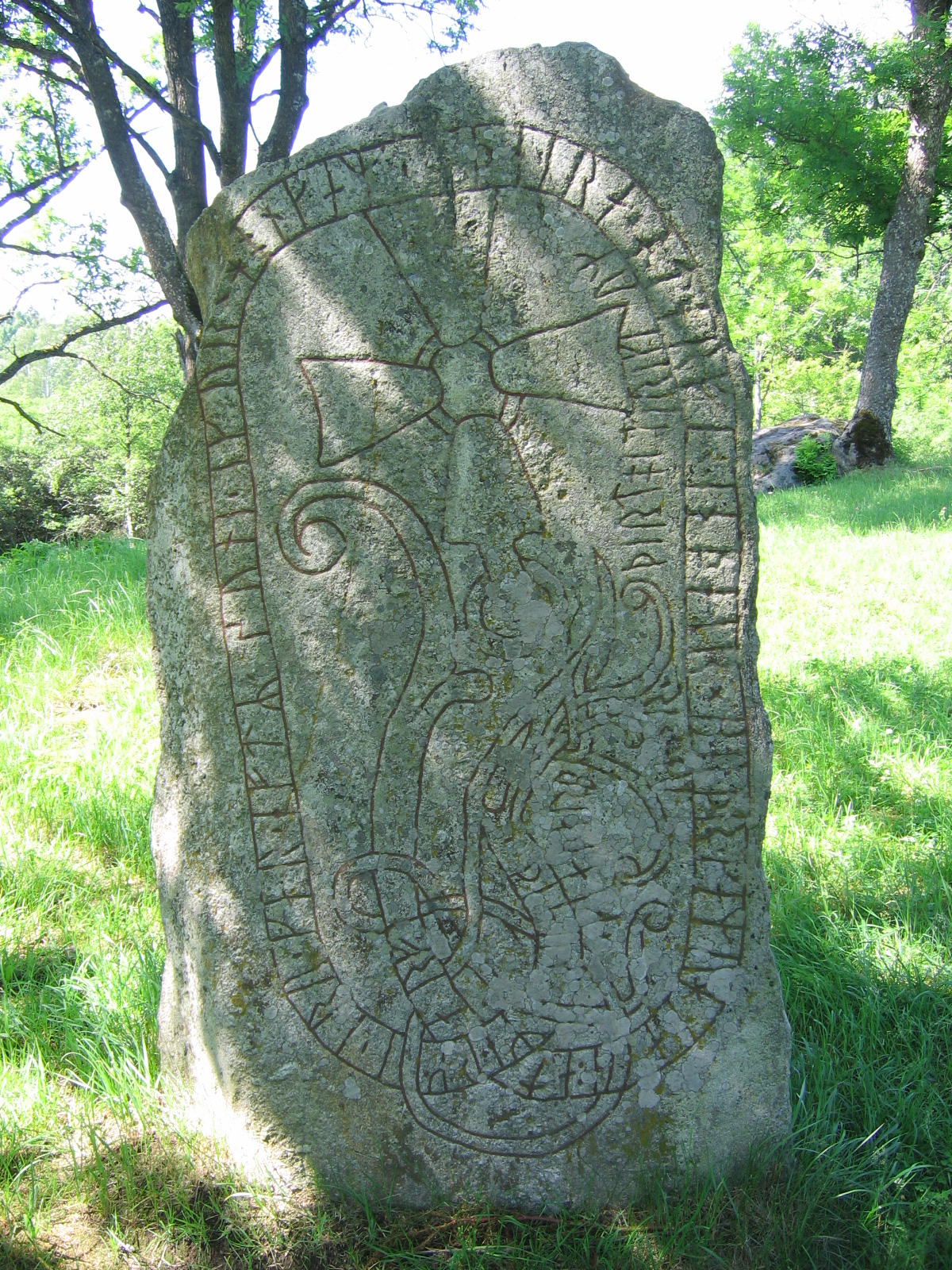
U 73, en av Greklandsstenar.
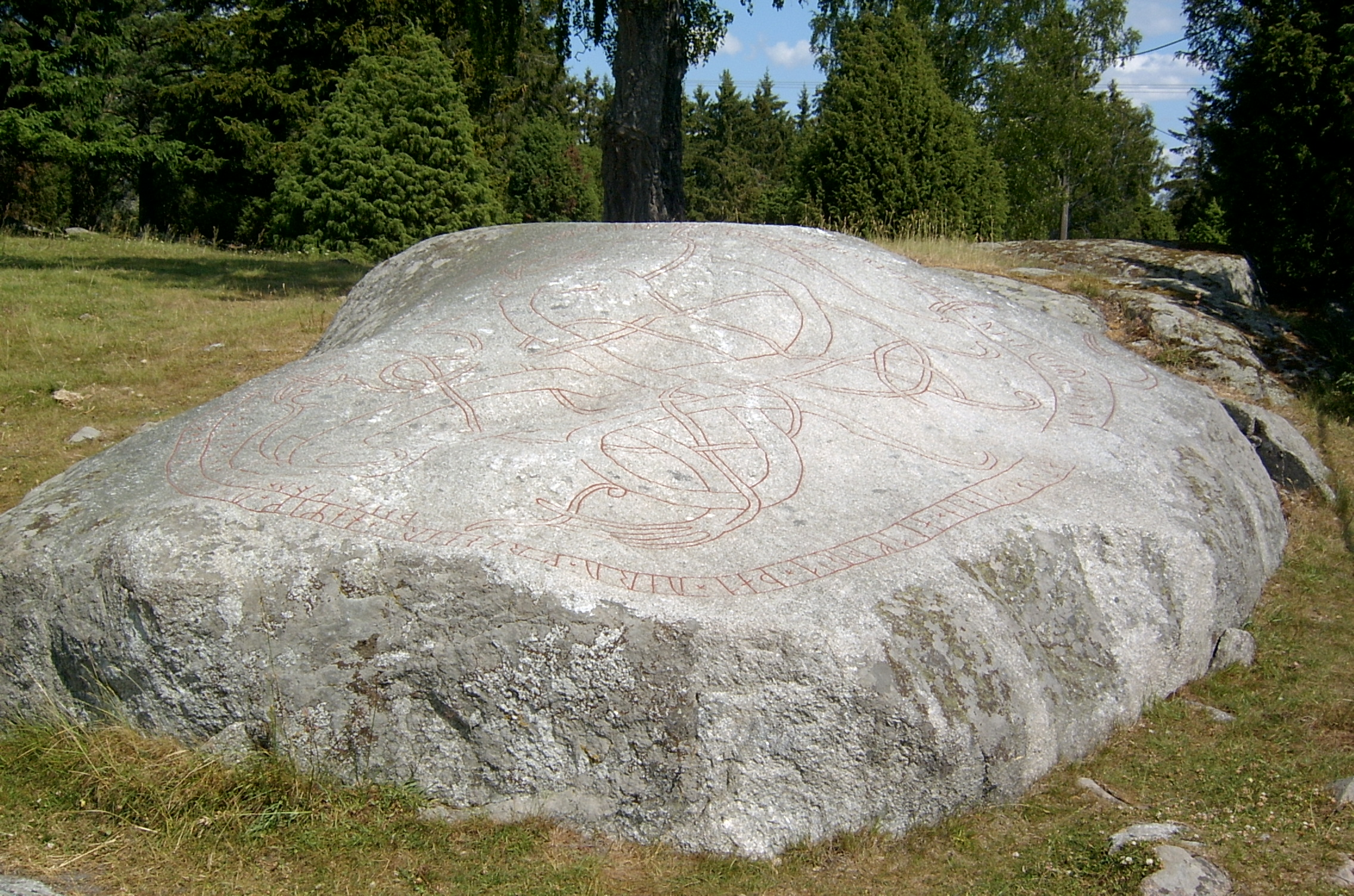
U 337,  är till ytan störst i landet och täcker cirka tio kvadratmeter på gråstenshällen. Med sina nästan 200 runor är den näst längsta i Uppland efter U 29.
U 614.
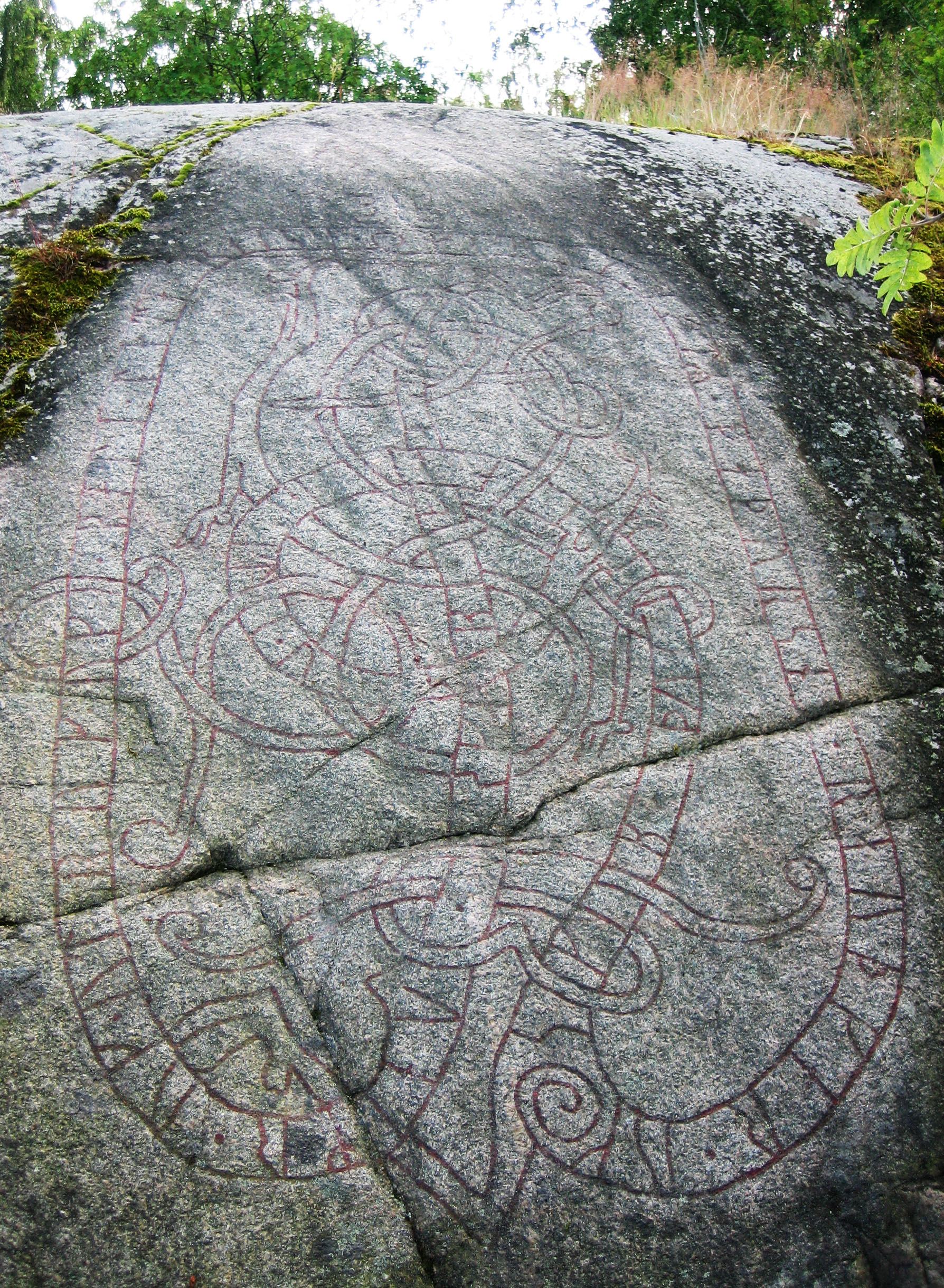
U Fv1946;258.